# Axinidris
Axinidris é um gênero de insetos, pertencente a família Formicidae.

## Espécies
- Axinidris acholli Weber, 1941
- Axinidris bidens Shattuck, 1991
- Axinidris denticulata (Wheeler, 1922)
- Axinidris gabonica Snelling, 2007
- Axinidris ghanensis Shattuck, 1991
- Axinidris hylekoites Shattuck, 1991
- Axinidris hypoclinoides (Santschi, 1919)
- Axinidris icipe Snelling, 2007
- Axinidris kakamegensis Shattuck, 1991
- Axinidris kinoin Shattuck, 1991
- Axinidris lignicola Snelling, 2007
- Axinidris luhya Snelling, 2007
- Axinidris mlalu Snelling, 2007
- Axinidris murielae Shattuck, 1991
- Axinidris namib Snelling, 2007
- Axinidris nigripes Shattuck, 1991
- Axinidris occidentalis Shattuck, 1991
- Axinidris okekai Snelling, 2007
- Axinidris palligastrion Shattuck, 1991
- Axinidris stageri Snelling, 2007
- Axinidris tridens (Arnold, 1946)